# Йоган Стенфлюкт
Йоган Сегерстен Стенфлюкт (приблизно 4 квітня 1681, Себі-Рустхолл, Естерйотланд — 21 червня 1758, Ноббеле, Смоланд) — шведський військовик.

## Біографічні відомості
Народився 1681 року в Себі-Рустхолл в Естерйотланді. Служив транспортувальником в Естерйотландському кавалерійському полку в 1701 році, капралом в 1702, ад'ютантом в 1705. Втік після дуелі 2 листопада 1706 року. Командував кавалерією у війську князя Ракоці в 1707. Був командиром драгунського ескадрону в 1711 році. Призначений підполковником на у Гадебуші 9 грудня 1712. Командир польського драгунського ескадрону генерала Смігельського від 15 січня 1713 р., підтверджено 1 грудня 1714 року.
Ув'язнений у Тенінгені 16 травня 1713 р., але втік до Штральзунда. Підполковник Дністровського драгунського полку від 9 грудня 1714 р., полковник від 9 лютого 1715 р. Ув'язнений у Штральзунді 23 грудня 1715 р., але втік до Польщі, де створив шведсько-станіславську армію з власним полком драгунів, який у співпраці з Польською конфедеративною армією виганяв саксів із Великої Польщі. Став аристократом як Стенфлюкт 6 серпня 1716 року. Повернувся до Швеції в березні 1717, де став близьким соратником Карла XII, якому допомагав у плануванні кампанії проти Норвегії. Був також губернатором герцога Карла Фредріка Гольштейн-Готторпського.
Брав участь у Норвезькій кампанії 1718 року. Звільнився зі шведської служби 30 вересня 1719 року.
Генерал-майор на службі у герцога Гольштейн-Готторпського в 1719 р. Російський генерал-лейтенант в кавалерії під час початку кампанії проти Персії під Астраханню в 1722 році, потім знову на службі Гольштейн-Готторпа. Ув'язнений у Стокгольмі 1 вересня 1730 р. Апеляційний суд засудив його до вигнання 7 січня 1731 р.
Призначений королем Станіславом генерал-лейтенантом усіх німецьких військ 1 вересня 1733 р. Брав участь у битвах під Гданськом (Данцигом) під час боротьби за трон в Польщі. Призначений фельдмаршалом, з військом Конфедерації розгромив саксів у битві під Карговою (Карге) 6 березня 1735, але був поранений і мусив відступити.
Від 1 березня 1738 р. — французький генерал-лейтенант, з 19 червня — Ганзейський генерал-лейтенант і головнокомандувач у Гамбурзі, пішов у відставку 27 листопада 1742 р.
Шведська Державна Рада (Riksrådet) запропонувала йому стати шведським головнокомандувачем у Фінляндії 3 серпня 1742 р., але він відхилив цю пропозицію. І був направлений 9 червня 1743 р. до Даларни, щоб заспокоїти повстанців.
Стенфлюкт за своє сповнене пригод життя здобув нечувану освіту: він опанував латинську, німецьку, французьку та польську мови.
Помер у Неббеледі, парафії Ведерслова в Смоланді, 21 червня 1758 року.

## Нагороди
- Орден Меча (RSO) (26 вересня 1748 р.);
- Орден Коммандора (KSO) (4 грудня 1751 р.).

Також мав французькі ордени Гельгеанд і Св. Людовіка, російський орден Олександра Невського (втрачений у 1734 р.), Лотарингський орден Св. Губерта та Голштейн-Готторпський орден Святої Анни.

## Родина
Оскільки Йохан Стенфлюкт жив дуже мобільним життям, важко розібратися в його сімейних стосунках. Про дружину та дітей у своїх спогадах він нічого не згадує. Коли він був угорським полковником лейб-карабінерської гвардії графа Берченьї, він, здається, був одружений. Фон Варнштедт робить висновок, що ця перша дружина походила з регіону Равіч (Rawitz) у Сілезії, яка на той час була під владою німецько-римського імператора у Відні.
У цьому шлюбі Йохан Стенфлюкт, мабуть, мав принаймні двох синів: Філіпа, який народився приблизно в 1708 році і помер раніше свого батька, і ще одного сина, який народився десь після 1710 року і помер раніше свого батька.
Під час перебування з Карлом XII у Лунді Йоган Стенфлюкт мав нагоду зустрітися з Анастасією Теодорою Орлік, яка народилася в 1691 році в Полтаві та була дочкою Пилипа Орлика та його дружини Ганни Герцик.
Влітку 1723 року Йоган Стенфлюкт одружився з Теодорою Орлик у Гурі (Гухрау) у Сілезії. Їхній син Карл Густав Стенфлюкт народився наступного року в Гаржині (Гьорхен) у Польщі (між Лешно та Гостином). У 1746 році він став французьким лейтенантом Королівського польського піхотного полку, другим капітаном у 1747 році, майором близько 1750 року, підполковником у 1755 році, і, як кажуть, у той час був полковником того ж полку. У 1749 році його було звільнено в чині лейтенанта Гольштейн-Готторпського лейб-драгунського корпусу, де він, очевидно, працював до 1746 року, але мав залишитися зі своєю зарплатою. Залишився неодруженим. Помер в 1758 р.
Дочка згадується в 1742 р. Як неодружена, вона жила з батьком, який був тоді головнокомандуючим у Гамбурзі. Інший син, Філіп, народився в Польщі близько 1726 р. Він помер у Гамбурзі в 1739 р. Після кількох років шлюбу Теодора померла у Кілі 11 березня 1728 р. Потім він повторно одружився з її молодшою сестрою Варварою, яка народилася в 1707 р. у Батурині. Вона володіла, між іншим, замком Станісланова на Поділлі. Вона померла в середині 1730-х років, так і не народивши дітей.
Стенфлюкт провів свої останні дні у Веренді в Смоланді, де мав багато позашлюбних дітей. Декого з них народила покоївка Сюзанна Монтан. Ймовірно, вона була матір'ю Елізабет, яка народилася приблизно в 1743 році, та Густава, який народився приблизно в 1744 році. Економка Крістіна Хагберг стала матір'ю Ловіси, яка народилася в Бледінге 19 серпня 1748 року, і Мікаеля, який народився в Бледінге 12 вересня 1750 року. Він помер в Деннінгеланді 23 березня 1805 р. Для останніх двох батько записаний як «Йохан Карлссон». У своєму заповіті, написаному 18 травня 1758 року, за місяць до смерті, він згадує економку Сусанну Монтан і неповнолітніх дітей, дочок Елізабет, Ловізу і Доротею Йогансдоттер і синів Густава і Мікаеля Йоганссона. Потім діти взяли прізвище Сегерстен, прізвище батька до того, як він отримав дворянство. Кажуть, що після них залишилася велика кількість нащадків.